# Karawana

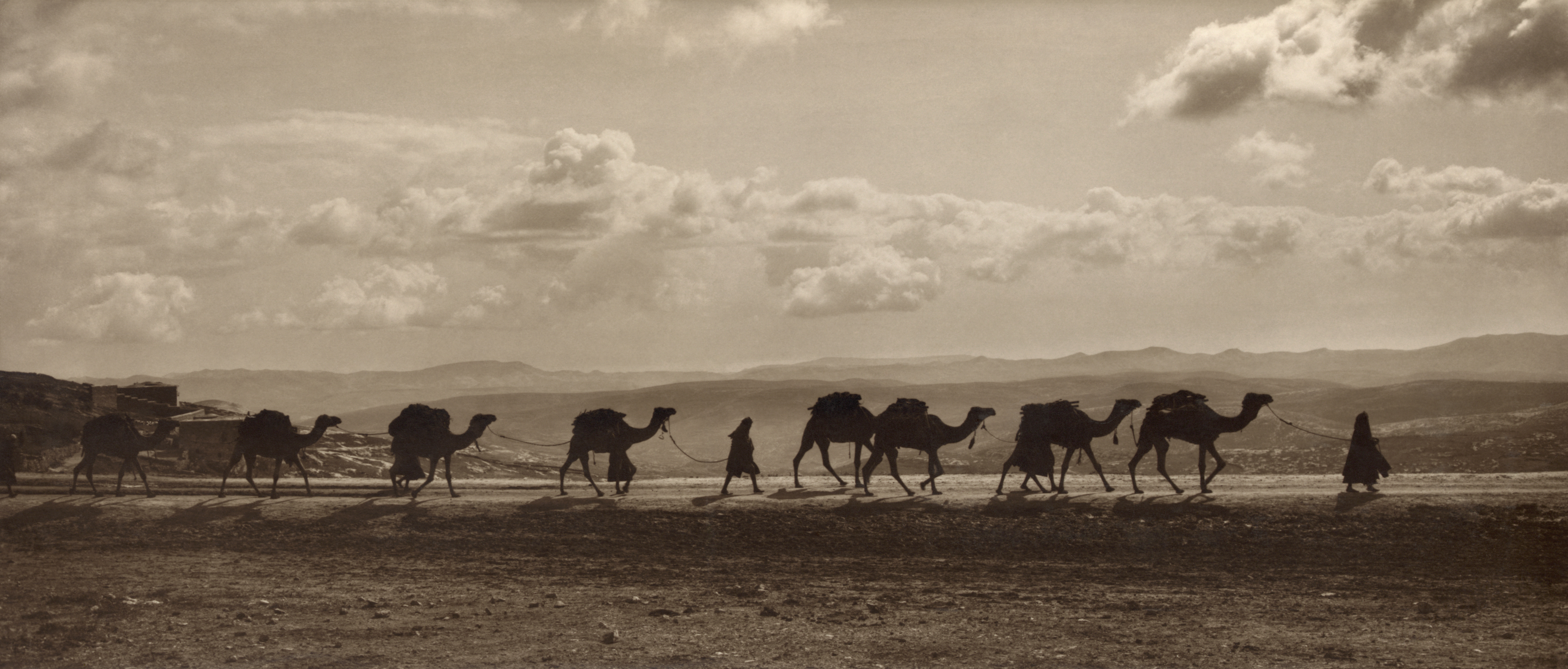
Karawana wielbłądów

Karawana (z perskiego kärwän – grupa podróżnych) – grupa kupców podróżujących razem ze względów bezpieczeństwa lub ekonomicznych przez odludne tereny, wiodąca ze sobą juczne zwierzęta, zmotoryzowana lub piesza.
W Ameryce Północnej w XIX wieku wędrujący na zachód osadnicy formowali często – dla zabezpieczenia przed napadami Indian i pomocy wzajemnej na szlaku – karawany krytych wozów (ang. wagon train) złożone zazwyczaj z kilku do kilkudziesięciu pojazdów ciągniętych przez woły lub muły.

## Karawana w popkulturze i rozrywce

### Film
- Karawana - film z 1923 roku
- Karawana (Wagons East!) - film z 1994 roku[1]